# Друге Єврейське кладовище (Одеса)
Друге єврейське кладовище — старе історичне кладовище в Одесі, відкрите 1885 року і зруйноване за Радянської влади. Знаходилося за адресою: Люстдорфська дорога, 5—9. Тут було поховано багато євреїв, серед них письменники Менделе Мойхер-Сфорім та Лазар Кармен, поет Симон Фруґ, професор Бардах — засновник першої станції швидкої допомоги в Одесі, архітектор А. Б. Мінкус, одеський торговець Еммануїл Бабель — батько Ісаака Бабеля, відомого письменника вбитого під час сталінського терору. 1905 року тут було поховано близько 300 єврейських жертв погрому у місті. На їх могилах було споруджено великий меморіал з граніту, розроблений одеським архітектором Ф. А. Троупянським.
Доля Другого єврейського кладовища Одеси була такою ж трагічною як і Першого. Воно було зруйноване згідно з розпорядженням радянської влади у 1978 році і декілька могил, що залишились були перенесені на інші кладовища. Тут залишаються залишки тисяч євреїв, похованих на цьому терені. Їхні могили не мають надмогильних пам'ятників і є незазначеними, заросшими деревами та кущами.
Меморіал жертвам єврейського погрому 1905 року перенесено на Третє Єврейське кладовище, яке все ще діє і яке слугувало за місце поховання рабинів Одеси на початку XX століття.

## Масові розстріли євреїв
Люстдорфська дорога, 27, — місце в Одесі, де під час нацистської окупації 1941—1944 років було розстріляно та спалено 26 тисяч мирних мешканців Одеси різних національностей та полонених солдат і матросів — останніх захисників міста. Назва вулиці походить від німецького села Люстдорф, відомого чорноморського курорту, розташованого на околицях Одеси.
На даний час на цьому місці розташувалися 55 приватних будинків з населенням близько 2 тисяч чоловік.
1997 року на терені на сьогодні знищеного Другого єврейського кладовища, що знаходилося на Люстдорфській дорозі було споруджено пам'ятник жертвам сталінських репресій. Неподалік теж споруджено пам'ятник 25 тисячам євреям та армійським полоненим, що були живими спалені у жовтня 1941. Пам'ятник було зведено на кошти громадянина Л. Сушона.

## Надання статусу Меморіального парку

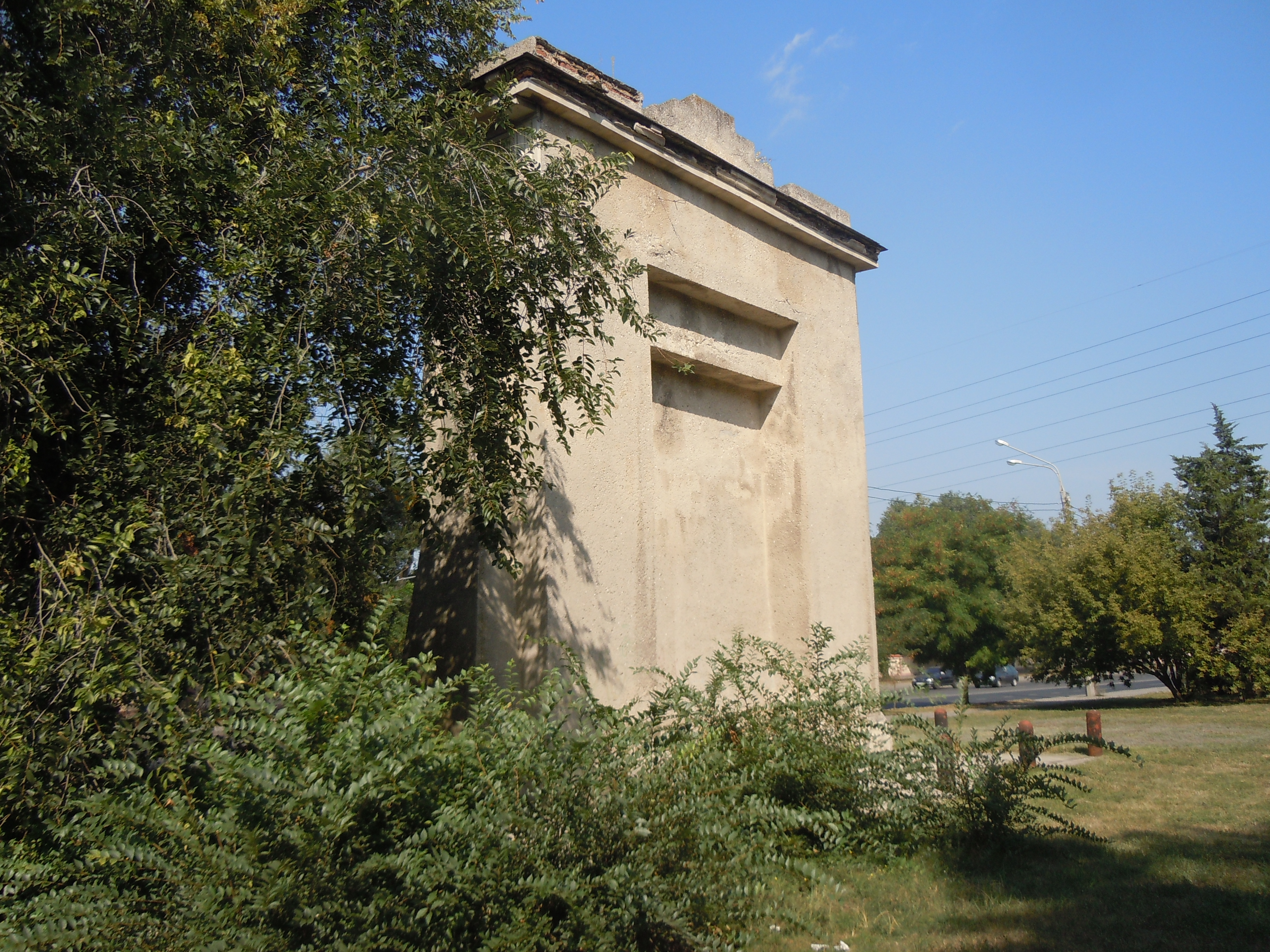
Сучасний вигляд копії головних воріт кладовища.

8 лютого 2007 року Виконавчий комітет Одеської міської ради ухвалив рішення запропонувати Одеській міській раді розглянути проект рішення «Про надання частині зеленої зони (колишнє Друге єврейське кладовище), розташованої на розі Люстдорфської дороги та вул. Артилерійської, статусу Меморіального парку», який містив такі пропозиції:
- Запропонувати Одеській регіональній асоціації євреїв — колишніх в'язнів гетто і фашистських концтаборів прискорити роботи щодо розробки і затвердження проекту відведення земельної ділянки, створення благодійного фонду для будівництва Меморіального парку.

- Звернутися до ОМУ ГУМВС України в Одеській області щодо проведення розслідування факту розкопки на території зеленої зони (колишнє Друге єврейське кладовище) та посилення охорони вказаної території.

## Акти вандалізму
19 лютого 2007 року до Київського райвідділу міліції м. Одеси звернулася із заявою громадянка Н., 1950 р. н., про те, що по вул. Люстдорфська дорога, 27, невстановлені особи на пам'ятнику жертвам Голокосту зробили червоною фарбою образливий напис.

## Зведення храму на місці мучеників
Релігійна громада Одесько-Балтської єпархії Української Православної Церкви Київського Патріархату у 2008 році починає будувати храм-пам'ятник на честь Всіх Святих Землі Української на місці, де під час фашистської окупації 1941—1944 рр. було розстріляно та спалено 26 тис. мирних мешканців міста Одеси (Люстдорфська дорога, 27).

## Судова справа
1 липня 2025 року, за заявою Первинної організації військових та цивільних пілотів БПЛА Всеукраїнської профспілки захисників України, спортсменів та працівників сфер, Одеський окружний адміністративний суд ухвалив зупинити дію рішення Одеської міської ради від 29.11.2023 № 1674-VIII «Про надання дозволу Товариству з обмеженою відповідальністю «Екател Авто» на розробку проєкту землеустрою щодо відведення земельної ділянки, орієнтовною площею 1,1000 га, за адресою: м. Одеса, вул. Краснова, 4-Б, вид цільового призначення — для будівництва і обслуговування паркінгів та автостоянок на землях житлової та громадської забудови» і заборонити Одеській міській раді вчиняти будь-які дії щодо розгляду та затвердження проєкту рішення «Про затвердження проєкту землеустрою щодо відведення земельної ділянки, площею 1,0148 га, за адресою: м. Одеса, вул. Краснова, 4-Б, та надання її в оренду Товариству з обмеженою відповідальністю «Екател Авто». Ухвала набрала чинності з моменту її підписання суддею та підлягає негайному виконанню. Ухвала може бути оскаржена.
З урахуванням цього, постійна комісія Одеської міської ради VIII скликання з питань просторового розвитку, землеустрою та регулювання земельних правовідносин на засіданні 2 липня 2025 року ухвалила рішення щодо зняття з розгляду міської ради цього проєкту рішення.